# Basale lichaamstemperatuur
Basale lichaamstemperatuur of BBT (afkorting van de Engelse naam “Basal Body Temperature) is de lichaamstemperatuur gemeten direct na het ontwaken en voordat enige fysieke activiteiten worden ondernomen. Ofwel: de lichaamstemperatuur van het lichaam in rust, maar niet-slapende toestand.
Bij vrouwen veroorzaakt ovulatie een toename van 0,5 tot 1 graad Fahrenheit in de BBT. Het meten van de BBT is daarmee een manier om de dag van een ovulatie vast te stellen.
De hoge levels van oestrogeen gedurende de pre-ovulatie verlagen de BBT van een vrouw. Hoge levels van progesteron die vrijkomen na de ovulatie verhogen de BBT. De toename in temperatuur kan normaal 1 dag na de ovulatie worden waargenomen, maar dit varieert nog weleens.